# François Borgia
Cet article concerne le supérieur général des jésuites. Pour le cardinal, voir Francisco de Borja.
Pour les articles homonymes, voir Famille Borgia et Borgia (homonymie).
François de Borgia et de Trastamare (en espagnol : Francisco de Borja y Trastámara), duc de Gandia, grand d'Espagne, né le 28 octobre 1510 à Gandia, dans le royaume de Valence, et mort le 30 septembre 1572 à Rome, est un membre de la haute noblesse Espagnole. Apparenté à la famille royale, il est nommé vice-roi de Catalogne par l'empereur et roi Charles Ier d'Espagne (Charles Quint). 
Il entre dans la Compagnie de Jésus en 1546. Il en sera le 3e Supérieur général de 1565 à sa mort. Canonisé par le pape Clément X en 1671, il est liturgiquement commémoré le 3 octobre.

## Ascendance et famille
François est le fils de Juan Borgia, 3e duc de Gandia, petit-fils du pape Alexandre VI Borgia, et de Jeanne d'Aragon (?-1520), fille d'Alphonse d'Aragon (1470-1520), archevêque de Saragosse, fils illégitime de Ferdinand le Catholique (Ferdinand II d'Aragon).
Plus grand seigneur du royaume de Valence, il jouissait de toute la faveur de l'empereur et roi Charles Quint, qui le nomma vice-roi de la Catalogne. Le duc de Lerme, ministre de Philippe III (roi d'Espagne), était son petit-fils.
Élevé dans une atmosphère religieuse, Borgia entre à la cour de Charles-Quint en 1528. Il a 18 ans. L'impératrice Isabelle lui donne pour épouse une de ses dames d'honneur issue de la haute noblesse Portugaise. Éléonore de Castro. Le mariage a lieu en 1529. De cette union naissent huit enfants, cinq garçons et trois filles. À la cour, la vie de Borgia est exemplaire. 

## Carrière
Le 26 juin 1539 Borgia est nommé vice-roi de Catalogne.
Le 1er mai 1539, l'impératrice Isabelle de Portugal, réputée pour sa beauté et sa hauteur morale, meurt en couches à l'âge de 36 ans. Le prince héritier, âgé de 12 ans, est chargé de conduire le convoi funèbre jusqu'à la chapelle royale de Grenade. Étant donné le jeune âge du prince, c'est le duc de Borgia qui gère le transfert de la dépouille de l'impératrice-reine. À l'arrivée du convoi, le cérémonial impose d'ouvrir le cercueil et d'identifier le corps. Confronté à la décomposition rapide du corps de sa mère qui fut une femme si belle et si respectable, le jeune prince s'évanouit. C'est un grand choc également pour ce grand seigneur qu'est le duc de Gandie. Le beau visage, déjà défiguré par la décomposition, lui aurait fait dire « Plus jamais je ne servirai un seigneur mortel ».
Nonobstant, cette conversion, Le vice-roi de Catalogne se doit à sa charge, à sa femme et à ses enfants. Comme vice-roi, il occupe la plus haute magistrature en Catalogne. Il le restera jusqu'en 1543. De Charles Quint, il reçoit pour tâche de mettre fin au banditisme régional, de défendre les frontières contre Turcs et pirates et de se préparer à une possible attaque des Français au Roussillon. Si le banditisme ne fut que contenu, par contre sa lutte contre les pirates fut un succès et sa défense de Perpignan lors de l'attaque de 1542 également.
En Catalogne, il soutient la réforme franciscaine de Pierre d'Alcántara. Il reçoit les premiers jésuites qui visitent l'Espagne, Pierre Favre et Antonio de Araoz. Sa vie personnelle est nettement religieuse et édifiante : il fréquente les sacrements et passe de nombreuses heures à méditer.
À la mort de son père, en 1543, François Borgia devient le 4e duc de Gandia. Charles-Quint a en vue pour lui une charge à la cour d'Espagne, mais cela ne se réalise pas. Il se retire dès lors à Gandia, où il s'occupe du bien-être de ses gens et s'adonne de plus en plus à ses inclinations spirituelles. Il compose un petit traité de vie spirituelle publié à Valence en 1548. Des problèmes de famille à régler prennent également une partie de son temps.
Le 27 mars 1546, Éléonore de Castro, sa femme, meurt. Cela le libère des obligations conjugales et lui permet d'entrer en vie religieuse.

## Dans la Compagnie de Jésus

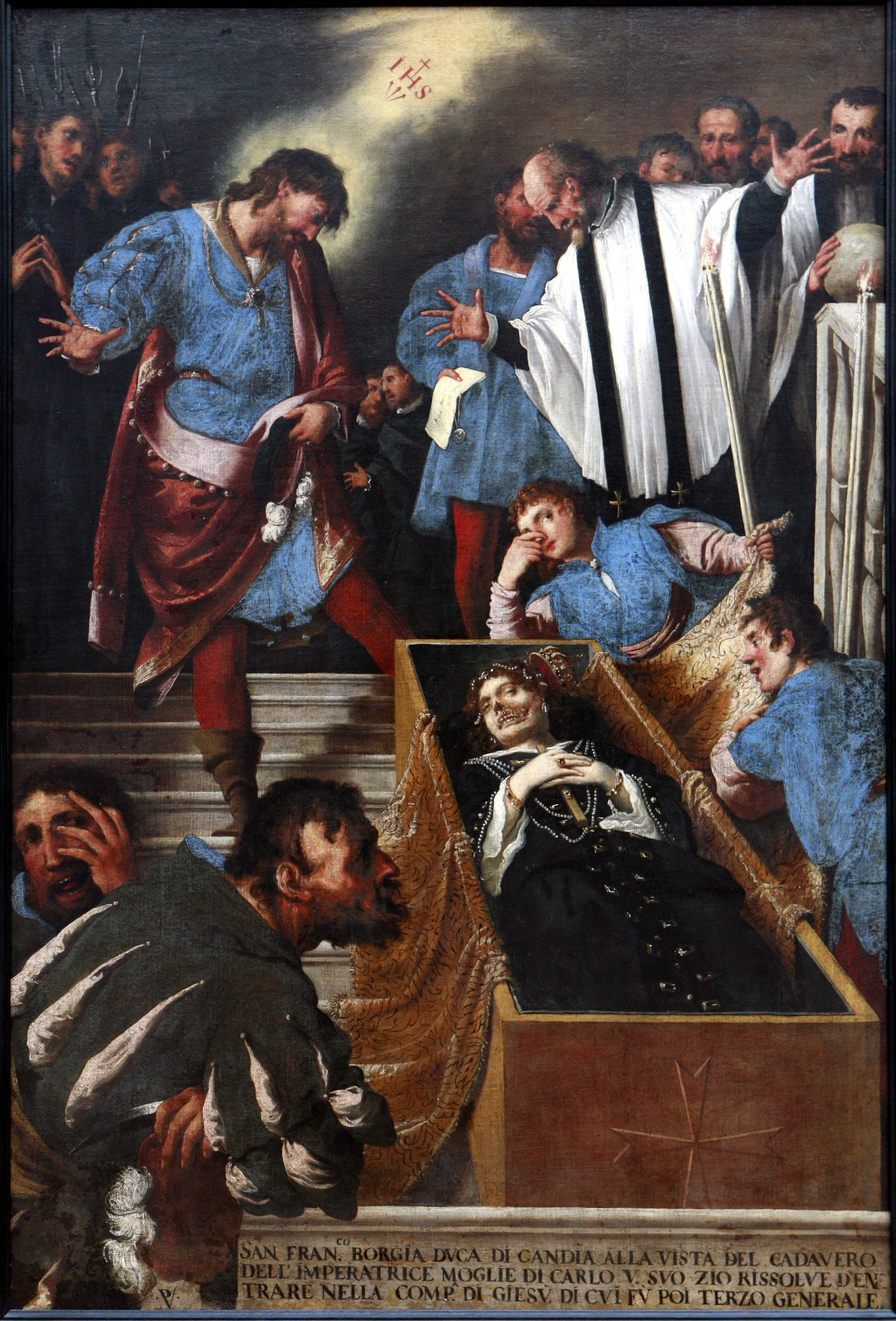
L'Illumination de Saint François de Borgia par Pietro della Vecchia, c. 1670

Déjà en contact avec Pierre Favre, Borgia est également en correspondance avec Ignace de Loyola. Il fait les exercices spirituels sous la direction de Andrés de Oviedo. Il se décide à demander son admission dans la Compagnie de Jésus. Le 2 juin 1546, il prononce les vœux de chasteté et d'obéissance. Ignace le reçoit dans la Compagnie, mais recommande que la chose soit tenue secrète, car «le monde n'est pas prêt à entendre de telles nouvelles». De plus, Borgia est invité à assurer d'abord l'avenir de ses enfants et à commencer des études de théologie à Gandia (dans une université que lui-même avait fondée en 1547, et confiée aux jésuites). Deux ans plus tard, en 1548, il fait sa profession comme jésuite, tout en recevant un indult du pape lui permettant de continuer à gérer (et seulement 'gérer') les biens de sa famille.
Alarmé de ce que les Exercices spirituels soient fortement critiqués en Espagne, Borgia obtient du pape Paul III que le livret de Saint Ignace soit examiné. La chose est faite par deux cardinaux romains qui en jugent la doctrine saine. Les Exercices spirituels sont alors officiellement approuvés et « loués » par Paul III (bref Pastoralis officii du 31 juillet 1548). À ses frais, Borgia en imprime immédiatement 500 exemplaires de sa version latine.
En 1550, il fait un voyage à Rome, officiellement en pèlerinage pour obtenir les indulgences spéciales de l'année sainte de 1550, mais en fait pour une première rencontre avec Ignace de Loyola. Arrivé en octobre, il y reste 3 mois. Ignace le consulte à diverses reprises, la première ébauche des Constitutions de la Compagnie de Jésus, la fondation du Collège Romain et la construction de l'église du Gesù. Il contribue financièrement au projet du collège romain qui ouvrira ses portes, peu après son départ, en février 1551.
De retour en Espagne, il vit avec les jésuites de Ognate, au pays basque. Il y est ordonné prêtre le 23 mai 1551, mais célèbre sa première messe seulement le 31 juillet 1551 dans la chapelle du manoir de Loyola. Borgia passe beaucoup de temps en prière, s'adonne à la prédication et compose des opuscules spirituels.
En 1554, Ignace le nomme ‘'Commissaire pour les trois nouvelles provinces récemment créées en Espagne. Il supervise ainsi la fondation de plusieurs collèges : Placencia, Séville, Murcie, Saragosse, et de nombreux autres. Son influence auprès des plus grandes familles d'Espagne fait que les portes s'ouvrent facilement aux jésuites. Les fondations se multiplient : collèges, résidences, un noviciat à Simancas (1554). Il continue à soutenir financièrement le Collège Romain et à le promouvoir en Espagne.
Sainte Thérèse d'Avila par deux fois le consulte sur des problèmes spirituels. Sa profonde expérience de la prière personnelle lui donne grande autorité dans le domaine spirituel. Il est apprécié comme guide spirituel, en particulier par la mère du roi Sébastien Ier de Portugal, Jeanne d'Autriche, fille de Charles Quint, qui, devenue veuve, entrera dans la Compagnie de Jésus (sous un nom d'homme). Charles Quint le fait venir plusieurs fois en sa retraite au monastère de Yuste et lui confie une dernière mission diplomatique au Portugal en 1557. Pour des raisons de maladie, Borgia ne peut assister à la Congrégation générale de 1558 convoquée pour élire un successeur à Ignace de Loyola, décédé en 1556.
Le 17 août 1559, des écrits de François Borgia - en fait imprimés clandestinement avec ceux d'autres auteurs - sont mis sur la liste des livres interdits par l'inquisition espagnole. L'intention en était sans doute de contenir l'expansion d'écrits d'inspiration luthérienne en Espagne. L'affaire fait du bruit. On parle de l'arrêter. Prudent, Borgia passe au Portugal où il vit avec les jésuites de Porto, visitant les jésuites de Portugal, en tant que ‘Commissaire'.
Jacques Lainez, second supérieur général des jésuites, l'appelle alors à Rome, pour être son Assistant Général. Un bref de Pie IV le convoque à Rome. Malgré le grand sacrifice que cela constitue pour lui – sa santé est moins bonne - il obtempère. Il fait le voyage durant l'été 1561. À la mort de Laynez (19 janvier 1565), Borgia est élu vicaire général et, comme tel, est chargé de convoquer et préparer la congrégation générale de 1565.

## Supérieur général des jésuites

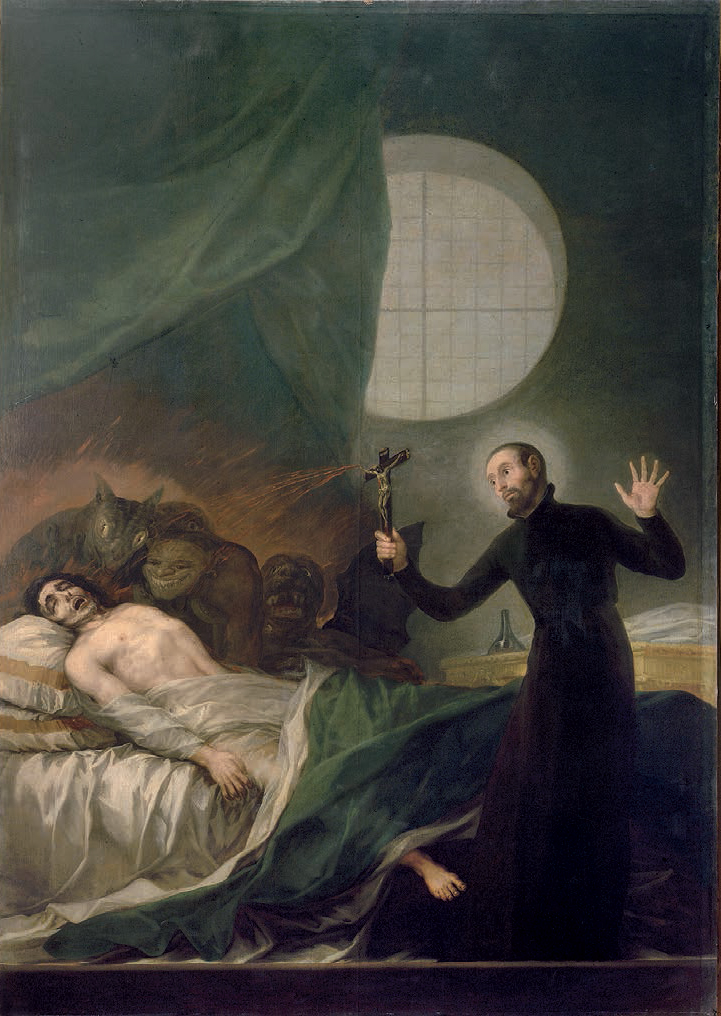
Saint François Borgia, exhortant un impénitent mourant à faire pénitence par Francisco de Goya, v. 1788.

La Congrégation générale s'ouvre le 20 juin 1565. Une dizaine de jours plus tard (2 juillet), Borgia est élu supérieur général des jésuites au premier tour de scrutin par 30 votes sur 39. Il a 54 ans.

### Gouvernement interne
- Sur mandat de la congrégation générale, Borgia revoit ou introduit de nombreux codes et règles dans la vie de la Compagnie (du noviciat, du provincial, du visiteur, etc), y compris le temps à donner à la méditation quotidienne. Chaque province doit avoir son noviciat, bien séparé du collège. Il ouvre le noviciat de Saint-André-du-Quirinal (Rome) en 1566.
- Le nombre de collèges jésuites continue à augmenter ; de 50 à la mort de saint Ignace (1556), ils sont 163 en 1574 et s'étendent à l'Europe entière. En 1572 ouvre l'Université de Pont-à-Mousson dans le Duché de Bar. Dans certains de ces collèges, on donne un cours complet de philosophie et théologie. Le premier Ratio Studiorum est publié en 1569[1].
- Comme voulu par la Congrégation générale de 1565, des congrégations de procureurs triennales sont convoquées en 1568 et 1571. Elles sont chargées d'évaluer le gouvernement du supérieur général.

### Expansion de la Compagnie
- Le nombre de jésuites est en augmentation constante. Le noviciat de Rome reçoit une quarantaine de novices par an. Les œuvres apostoliques à Rome même, augmentent également, y compris la prise en charge (confiée par Pie V) de la réception des pénitents en pèlerinage à Saint-Pierre de Rome. En 1568 l'église du Gesù est finalement mise en chantier.
- De nombreuses fondations - résidences ou collèges - en Espagne, dans les Pays-Bas (Saint-Omer et Douai) et en Europe centrale (Pont-à-Mousson, Fulda, Augsbourg), et orientale (Olomouc, Braniewo, Vilnius). Il subventionne le séminaire germanique de Rome.
- Malgré les difficultés rencontrées avec la faculté de théologie de Paris, des collèges sont ouverts en France : Rouen (1569), Bordeaux (1572). Deux noviciats ; à Billom pour la France et Tournon pour l'Aquitaine.

### Les missions outre-mer
- Sous le généralat de Borgia, des missionnaires jésuites partent en Amérique espagnole, jusqu'alors territoire réservé aux quatre grands ordres mendiants : augustins, franciscains, dominicains et mercédaires. La première mission, en Floride (1566) est un échec. Les jésuites passent à Cuba et au Mexique. Au Pérou à partir de 1568. Le collège de Lima, fondé en 1570 par José de Acosta, y devient la base du travail missionnaire dans la région. De nombreuses vocations y sont reçues.
- Le bateau sur lequel voyageaient des missionnaires destinés au Brésil, avec à sa tête Ignace d'Azevedo, est capturé par les corsaires huguenots au large des îles Canaries (15 juillet 1570). Les 39 jésuites sont tous mis à mort. La nouvelle de ce massacre cause une émotion considérable en Europe. Les « martyrs du Brésil » seront béatifiés le 11 mai 1854 par Pie IX[1].
- À Goa même les jésuites sont 109, avec une quinzaine de novices. Dans l'ensemble de l'Inde orientale, y compris, le Japon, les Moluques et le collège de Macao (qui est le portail de la Chine), les jésuites sont 185.

### Missions pontificales

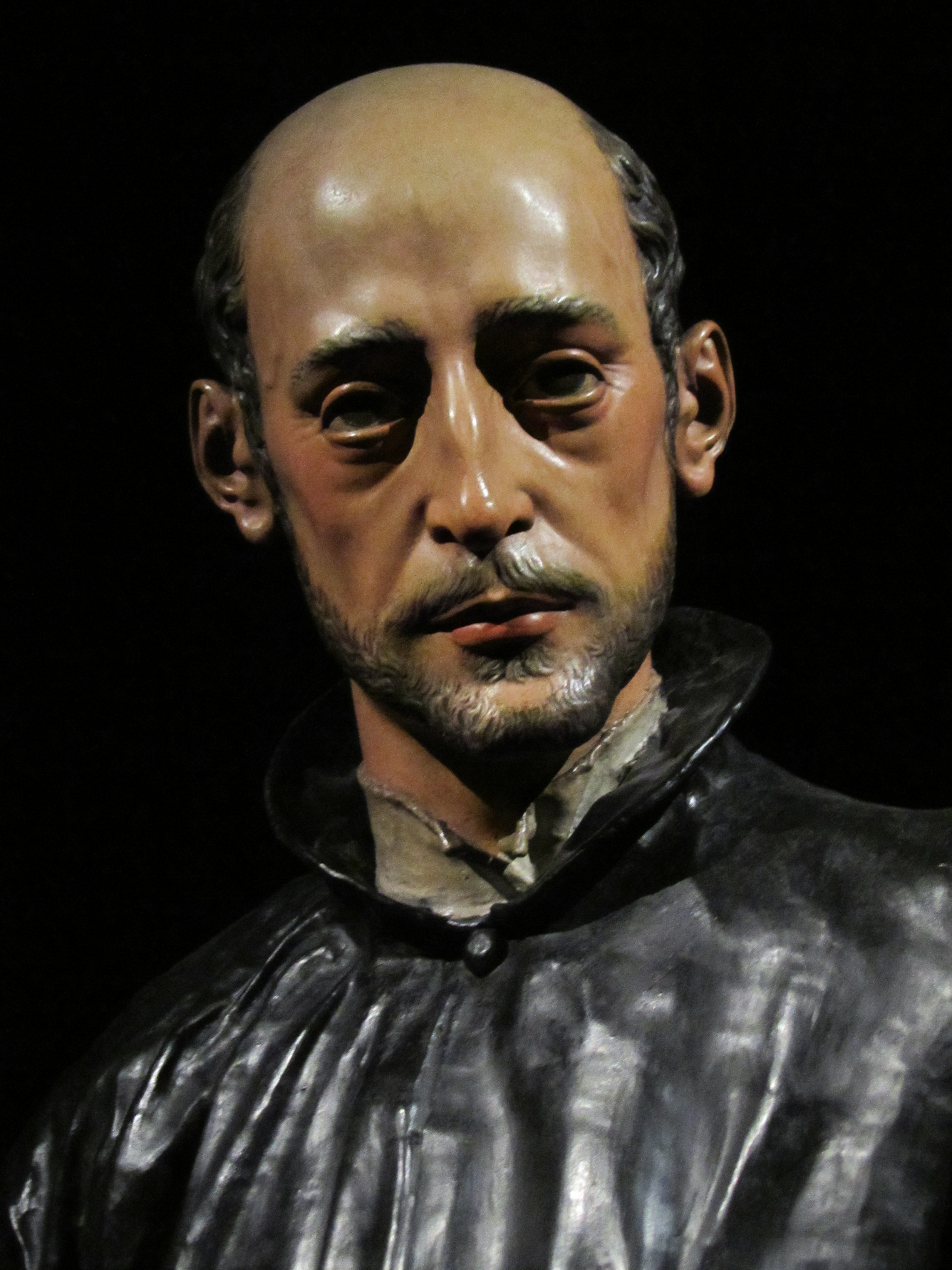
François de Borgia par Juan Martínez Montañés, 1624.

- Malgré les grandes difficultés que cela occasionnait – une congrégation de procureurs à organiser et sa santé qui n'est pas bonne – Borgia accepte par obéissance au pape Pie V d'accompagner une mission diplomatique pontificale en Espagne, Portugal et France (1571). Cela lui permet de revoir sa famille, de visiter quelques communautés de jésuites et de traiter personnellement avec le roi Philippe II d'affaires concernant le travail de la Compagnie de Jésus en Espagne.
- À Madrid il apprend la nouvelle de la grande victoire de Lépante sur les Turcs (7 octobre 1571).
- Borgia rencontre Catherine de Médicis à Blois le 10 février 1572. Son intervention ne parvient pas à empêcher le mariage de Marguerite de Valois avec Henri de Navarre.

## Maladie et mort
Le voyage de retour à Rome est extrêmement pénible. La santé de Borgia se détériore. Il doit interrompre plusieurs fois son voyage. Il est porté en litière. Il séjourne quatre mois à Ferrare, retenu par le duc Alphonse II d'Este. Il y apprend le décès du pape Pie V (1er mai 1572). Malgré les objurgations du duc, il reprend la route qu'il poursuit par petites étapes. Arrivé à Rome le 28 septembre, il meurt deux jours après, le 30 septembre 1572, rendant grâce à Dieu de terminer sa vie « lors d'une mission acceptée dans l'obéissance ».

## Descendance
Il épouse la portugaise Éléonore de Castro en 1529, et a sept enfants :
- Elisabeth de Borja, mariée à Francisco Gómez, marquis de Denia ;
- Joana de Borja-Aragó, mariée avec Joan Enríquez de Almansa ;
- Carlos de Borja, duc de Gandia ;
- Juan de Borja y Castro, comte de Mayalde.

## Canonisation
François Borgia est canonisé en 1671 par le pape Clément X. Liturgiquement il est fêté le 3 octobre.

## Hommage
- Marc-Antoine Charpentier a composé un Motet pour Saint François de Borgia, H.354, pour une voix, 2 dessus instrumentaux et une basse continue. (vers 1680)